# Балахна
Балахна̀ (на руски: Балахна) е град в Русия, административен център на Балахнински район, Нижегородска област. Населението на града към 1 януари 2018 е 49 126 души.